# Suverénní vojenský řád Jeruzalémského chrámu
Suverénní vojenský řád Jeruzalémského chrámu je název společenství samozvaných rytířských řádů hlásících se k odkazu zaniklého středověkého templářského řádu, který byl zrušen roku 1312. Název používají dvě mezinárodní organizace, OSMTJ (francouzsky Ordre Souverain et Militaire du Temple de Jérusalem, anglicky Sovereign Military Order of the Temple of Jerusalem, SMOTJ v USA) a OSMTH (latinsky Ordo Supremus Militaris Templi Hierosolymitani).
Členové obou organizací se často označují jako templáři a templářští rytíři. Vyžadují od nich dodržování morálních a etických principů, které mají málo společného s životem a duchovnem původních templářů středověké katolické církve. Hlásají, že byli roku 1805 uznány jako rytířský řád císařem Napoleonem, který se také měl osobně stát patronem řádu, nicméně k tomu neexistují žádné psané dokumenty. Oba řády jsou moderní a ekumenické, otevřené křesťanům všech denominací, věnují se charitě a společensky působí jako sdružení rytířů. Nemají nic společného se stupněm templářů ve svobodném zednářství.

## Historie

### Vznik OSMTJ
Organizace OSMTH navazuje na francouzský l'Ordre du Temple (česky Řád chrámu či templu), který vyšel z utajení v roce 1705 díky Filipu II. Orleánskému, s tvrzením, že právě on je pokračovatelem středověkého templářského řádu a jako důkaz předložil Larmeniovu listinu (Carta Transmissionis). Obnovení řádu bylo oficiálně vyhlášeno roku 1804 Bernardem-Raymondem Fabré-Palapratem. Současní templáři tvrdí, že byl jako rytířský řád uznán císařem Napoleonem v roce 1805 a že sám Napoleon se osobně stal jeho patronem, aniž by bylo možné to podložit nějakou listinou. Ordre du Temple byl v roce 1932 zaregistrován jako OSMTJ (francouzsky Ordre Souverain et Militaire du Temple de Jérusalem).

### Rozkoly v OSMTJ

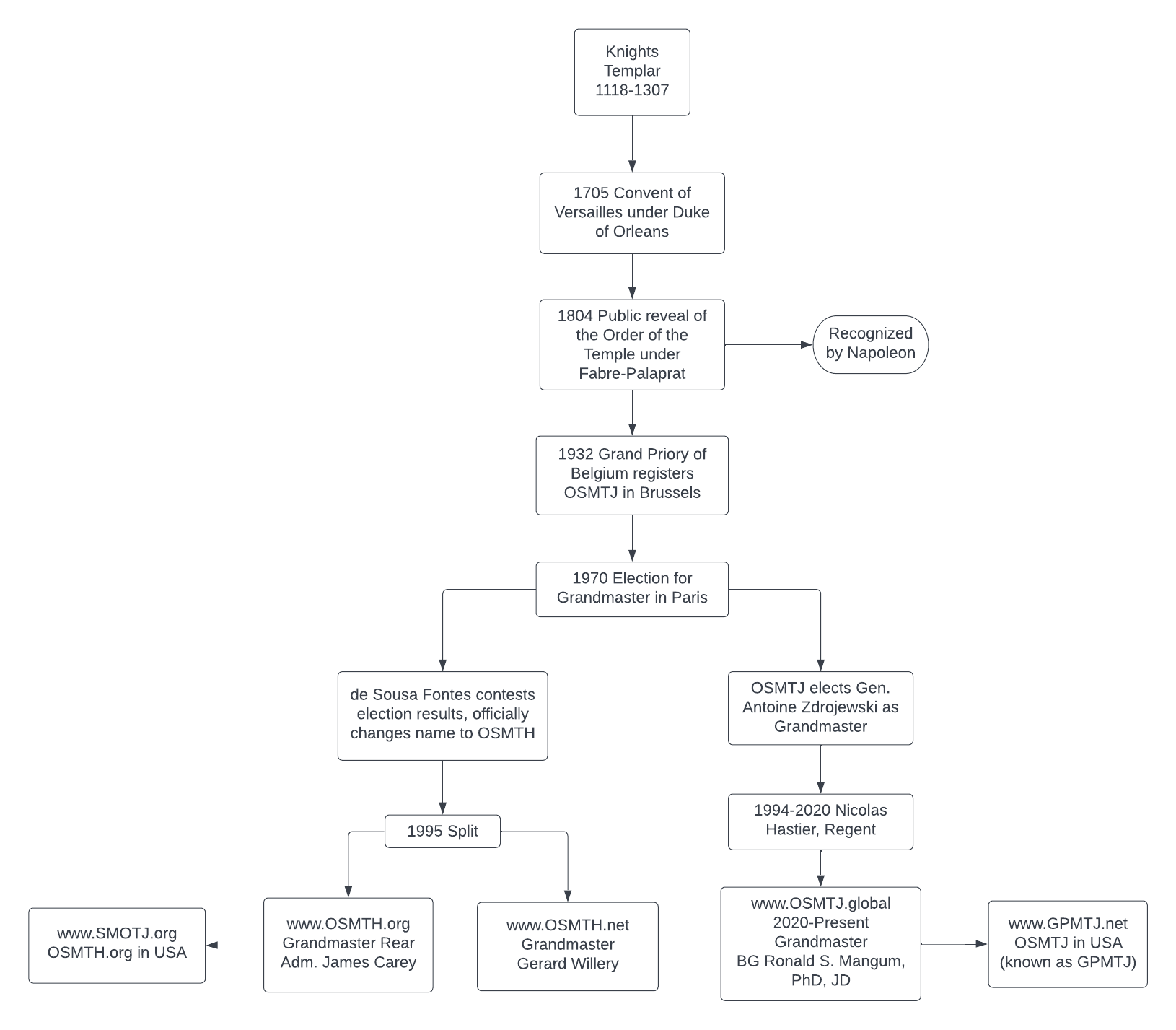
Schéma historie templářů

V roce 1970 došlo v tomto OSMTJ k rozkolu, když v září roku 1970 byl v Paříži nečekaně zvolen generál Antoine Zdrojewski jako nový velmistr. Velmistr Zdrojewski zachovával francouzský název řádu „Ordre Souverain et Militaire du Temple de Jérusalem“ až do své smrti v roce 1989. Poté ho vystřídal Georges Lamirand jako hlava OSMTJ a velmistrem byl až do své smrti v roce 1994. V Lamirandově odkazu pokračoval Nicolas Haimovici Hastier, nyní pod názvem OSMTJ International, kterého poté nahradil americký brigádní generál Ronald S. Mangum. Ten je velmistrem OSMTJ doposud.
Po sporném zvolení Zdrojewského na post velmistra v roce 1970 se však v řádu zformovala druhá frakce stoupenců Fernanda de Sousa Fontese, kteří užívali název v latině se zkratkou OSMTH. V době zvolení Zdrojewského zastával Fernando de Sousa Fontes post regenta a odmítl uznat nového velmistra. Některá velkopřevorství jako francouzské, belgické, švýcarské a polské, uznaly Zdrojewského novým velmistrem, ale některá se přiklonila k Fontesovi. V roce 1997 OSMTH hlasovali pro vyloučení Sousa Fontese z řádu, což vedlo k dalšímu rozkolu, protože z Fontesových stoupenců se vytvořila další organizace, která začala později používat název OSMTH-Regency, zatímco zbývající část organizace pokračovala jako OSMTH.
Zatímco obřadnost a tradice OSMTH/OSMTJ vycházejí od historických templářů, tyto řády si nekladnou tak přísné nároky na dědictví templářů z 12. století, naproti tomu OSMTJ však zaujímá postoj o svém přímého původu ve středověkých templářích.
Organizace OSMTH působí také ve Spojených státech amerických pod anglickým názvem Sovereign Military Order of the Temple of Jerusalem a zkratkou SMOTJ, je autonomním velkopřevorstvím OSMTH založeném v roce 1962. SMOTJ se odtrhla od OSMTH-Regency v roce 1995, kdy jeho členové odmítli uznat svrchovanost OSMTH-Regency a Fernanda de Sousa Fontese.

### Osud a rozkoly OSMTH-Regency
V roce 2008 proběhla v Portu schůze vedení bývalého OSMTH-Regency, kde byl Fontes odvolán ze zdravotních důvodů a nahrazen zástupcem Luisem Roseirou. Členové bývalé OSMTH-Regency museli znovu požádat o členství v řádu. Účelem tohoto kroku bylo zbavit se svobodných zednářů uvnitř řádu. Mnoho členů opustilo OSMTH-Regency a přešlo pod organizace s názvy OSMTH International a OSMTH Asociation. Pod vedením Luise Roseiry byl z řádu odstraněn dosavadní latinský název se zkratkou OSMTH, které nahradil anglický název SMOTJ, aby nedocházelo k zaměňování řádu s těmito novými organizacemi a kvůli přidružení k organizaci Skotských templářských rytířů coby sjednocujícímu řádu. Skotští templáři tak navazují na tradici OSMTH, která může být v budoucnu oživena.

### OSMTH v současnosti
V roce 2001 byla OSMTH akreditována Ekonomickou a sociální radou OSN jako nevládní organizace se zvláštním poradním statusem, je jednou z více než dvou tisíc organizací, které mají tento status. Řád je přidruženým členem Stálého mezinárodního výboru míru a pobočkou Mezinárodního centra pro náboženství a diplomacii, který založil jeden z členů OSMTH. V roce 2014 byl OSMTH zvolen do představenstva CoNGO (Konference nevládních organizací v poradním postavení při OSN).

## Symbolika

Vlajka OSMTH

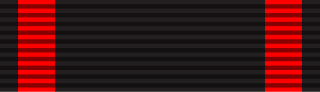
Stuha OSMTH

kříž:
tlapatý neboli templářský kříž
patriarchální kříž
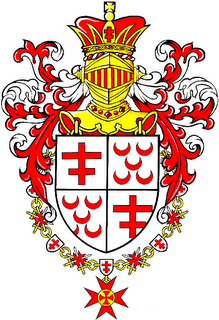
znak F. de Sousa Fontese v OSMTH
- znak současného velmistra OSMTJ Ronalda S. Manguma